# Las Araucarias

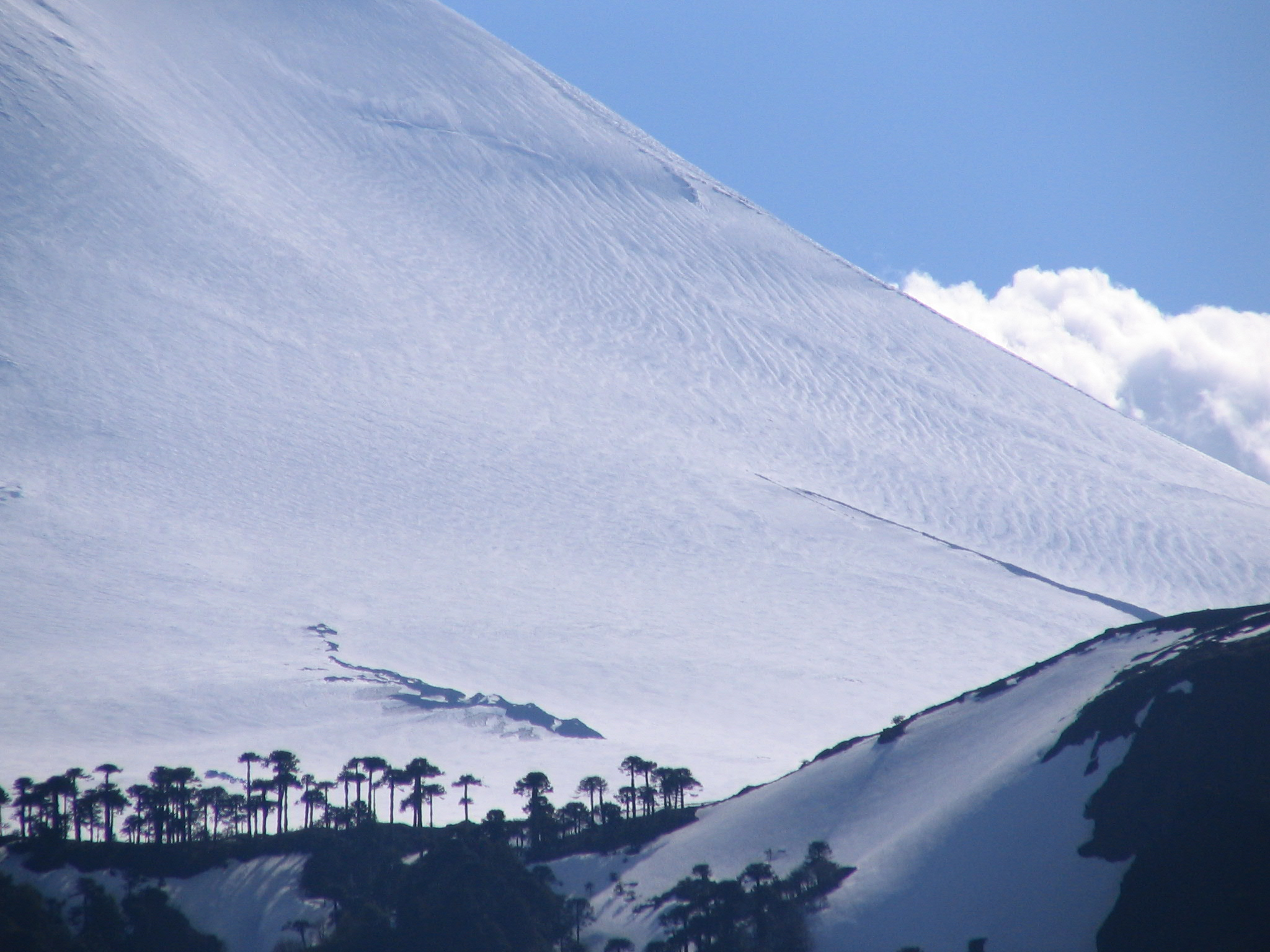
Ladera del volcán Llaima y ejemplares de araucarias.

Las Araucarias es un centro de esquí ubicado en la Región de la Araucanía (Chile), a 82 km de Temuco. Esta estación de esquí está ubicada en la falda poniente del volcán Llaima, en el sector denominado «Los Paraguas», perteneciente al parque nacional Conguillío.
El centro invernal, donde se practica esquí y snowboarding, tiene una superficie esquiable de 350 hectáreas, con altitudes que fluctúan entre los 1550 y los 1950 m s. n. m., y cuenta con tres andariveles de arrastre —de 200, 650 y 1350 m de largo— y una telesilla de 950 m.